# Brasil Open 2010
Il Brasil Open 2010 è stato un torneo di tennis della categoria ATP World Tour 250 series nell'ambito dell'ATP World Tour 2010. È stata la 10ª edizione del Brasil Open. Si è giocato nel complesso Costa do Sauipe di Mata de São João, in Brasile, dall'8 al 13 febbraio 2010 su campi in terra rossa all'aperto.

## Partecipanti

### Teste di serie
Richard Gasquet era la teste di serie numero 8, ma si è ritirato prima dell'inizio del torneo per un infortunio al gomito.
| Nazione   | Giocatore           | Ranking1 | Testa di Serie |
| --------- | ------------------- | -------- | -------------- |
| Spagna    | Juan Carlos Ferrero | 22       | 1              |
| Spagna    | Albert Montañés     | 28       | 2              |
| Brasile   | Thomaz Bellucci     | 35       | 3              |
| Russia    | Igor' Andreev       | 42       | 4              |
| Romania   | Victor Hănescu      | 45       | 5              |
| Uruguay   | Pablo Cuevas        | 47       | 6              |
| Argentina | Horacio Zeballos    | 51       | 7              |
| Francia   | Richard Gasquet     | 55       | 8              |

- 1Ranking del 1º febbraio 2010.

### Altri partecipanti
I seguenti giocatori hanno ricevuto un wild card per il tabellone principale:
- Ricardo Hocevar
- Ricardo Mello
- Thiago Alves

I seguenti giocatori si sono qualificati per il tabellone principale:

- Carlos Berlocq
- Rogério Dutra da Silva
- Rui Machado
- Filippo Volandri
- Pablo Andújar (come lucky loser)

I seguenti giocatori hanno ricevuto uno Special Exempt per il tabellone principale:
- João Souza

## Campioni

### Singolare
Juan Carlos Ferrero ha battuto in finale  Łukasz Kubot con il punteggio di 6–1, 6–0

### Doppio
Pablo Cuevas /  Marcel Granollers hanno battuto in finale  Łukasz Kubot /  Oliver Marach con il punteggio di 7–5, 6–4